# Dictyna peon
Dictyna peon är en spindelart som beskrevs av Chamberlin och Willis J. Gertsch 1958. Dictyna peon ingår i släktet Dictyna och familjen kardarspindlar. Inga underarter finns listade i Catalogue of Life.